# Munchhausen (Frankrijk)
Munchhausen (Duits:Münchhausen im Unterelsaß) is een gemeente in het Franse departement Bas-Rhin (regio Grand Est). De gemeente maakt deel uit van het kanton Wissembourg in het Haguenau-Wissembourg. Voor 1 januari 2015 was het deel van het kanton Seltz en het arrondissement Wissembourg, die toen beide werd opgeheven. Munchhausen telde op 1 januari 2022 799 inwoners.
Hoewel de plaats in het Duits Münchhausen heet, is er geen enkele relatie met de bekende, fictieve baron met die naam. Dit adelsgeslacht komt uit de omgeving van Loccum in Nedersaksen. Munchhausen ligt aan de Sauer.

## Geografie
De oppervlakte van Munchhausen bedroeg op 1 januari 2022 5,92 vierkante kilometer; de bevolkingsdichtheid was toen 135 inwoners per km².
Het dorp bestaat uit twee delen:
- Het beneden-dorp, gebouwd in een voormalige Rijnbedding en beschermd door dijken.
- Het boven-dorp dat een 15-tal meter hoger ligt.

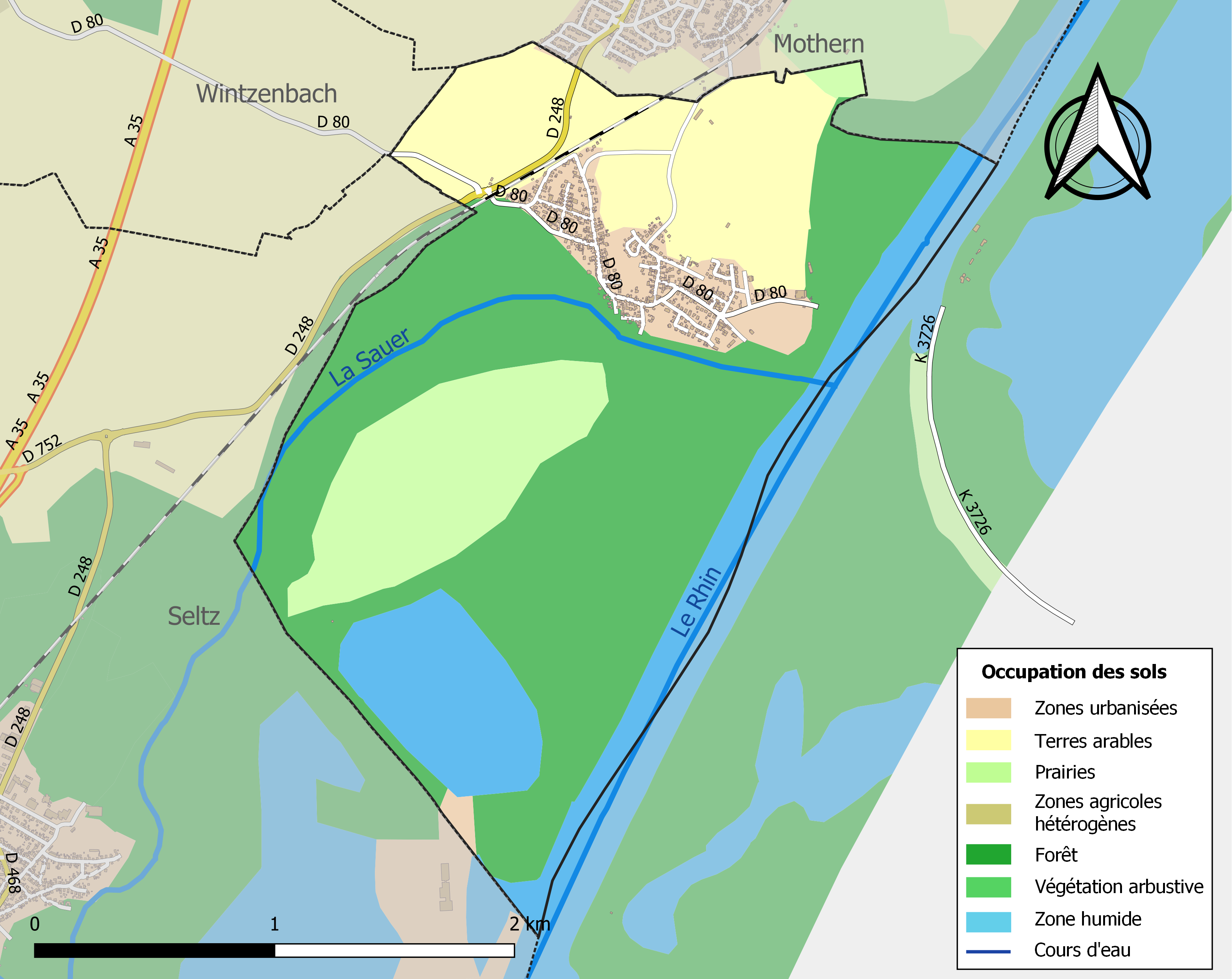
Kaart van de gemeente met de belangrijkste infrastructuur, bodemgebruik en omliggende gemeenten

## Demografie
Onderstaande figuur toont het verloop van het inwonertal (bron: INSEE-tellingen).

## Galerij

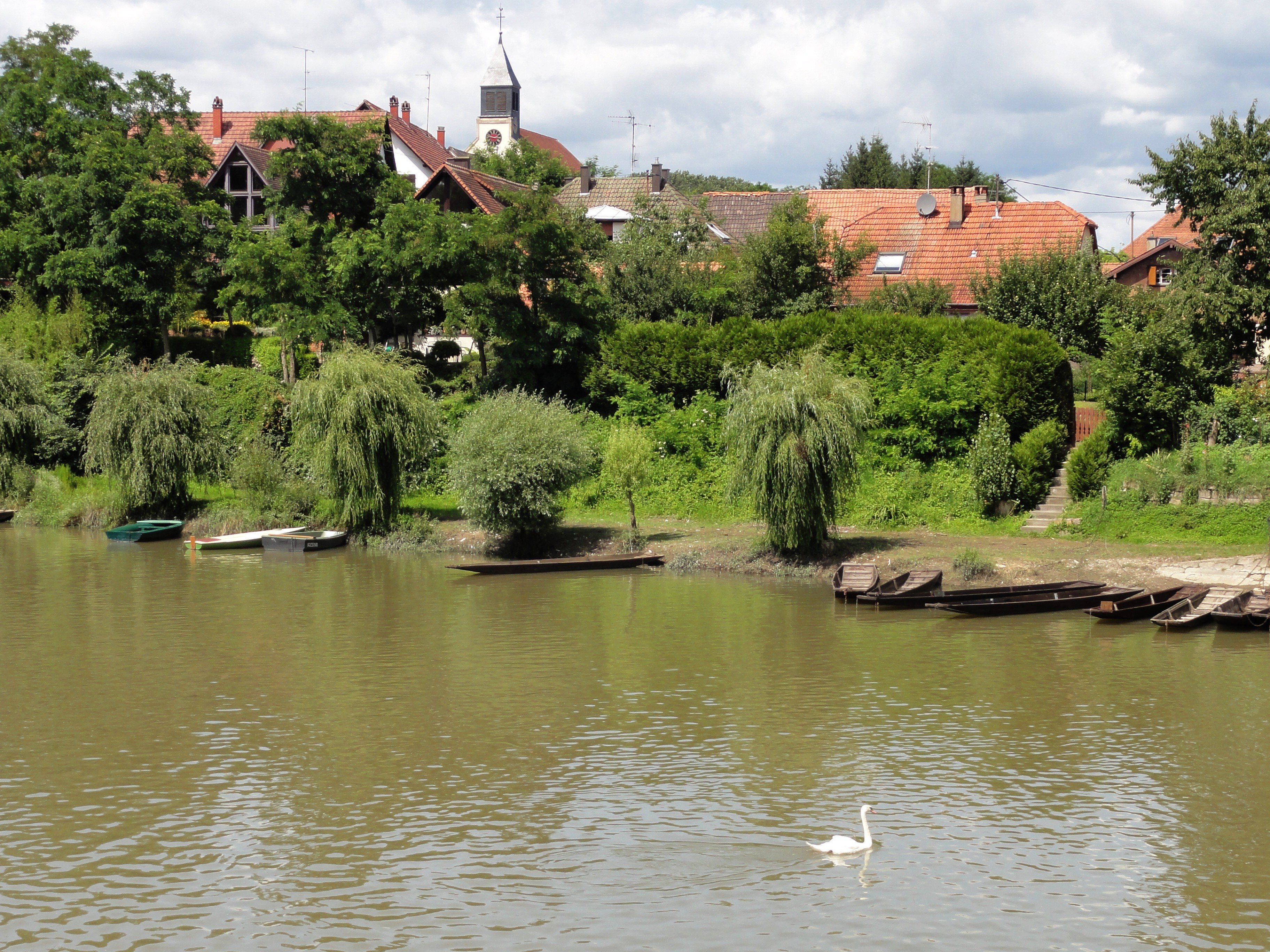
De Sauer bij Munchhausen
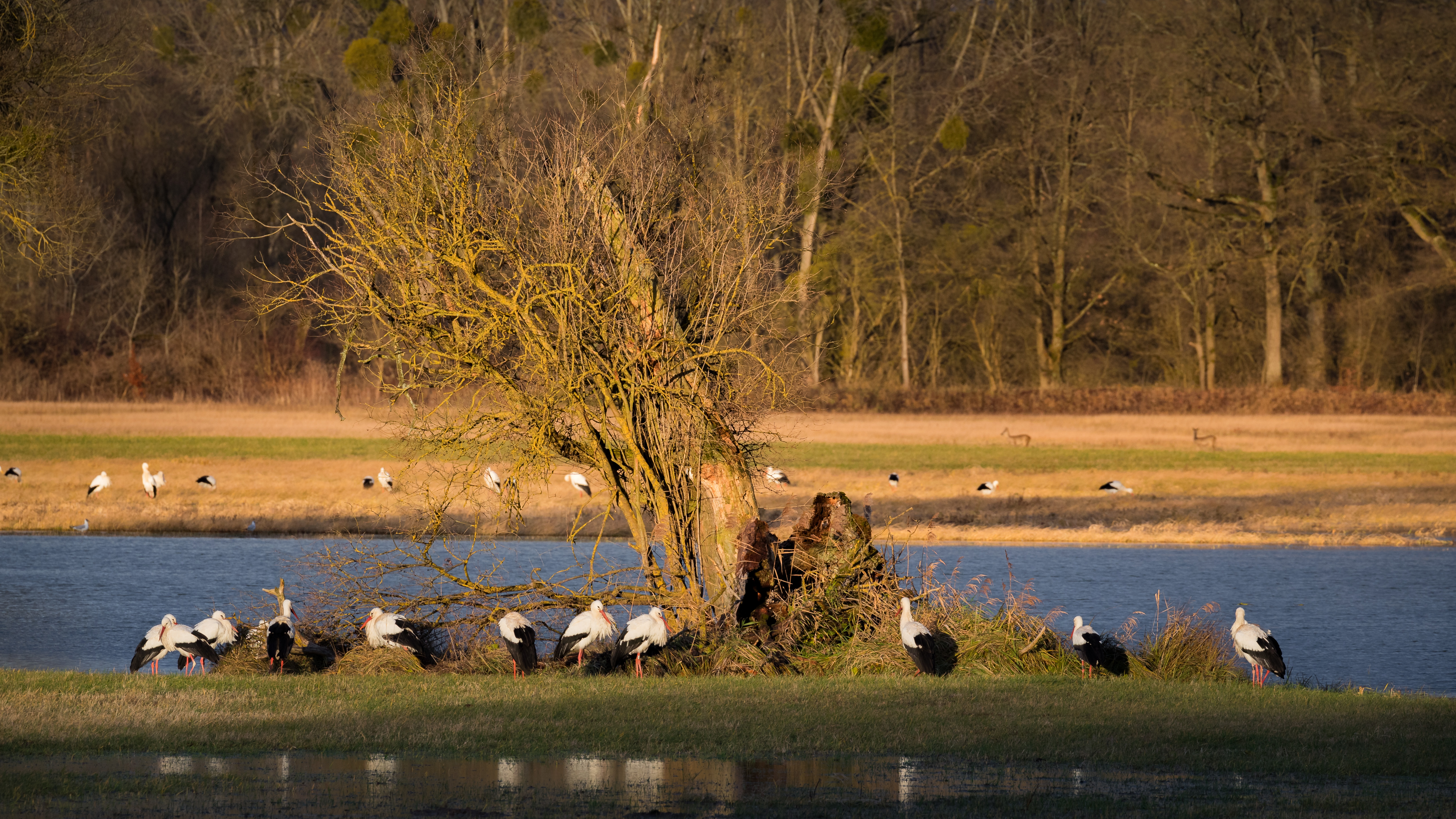
Ooievaars bij de monding van de Sauer